# Sara Flower

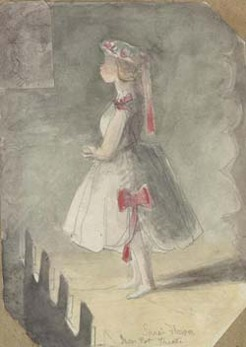
Sara Elizabeth Flower

Sara Elizabeth Flower, född i Grays, Essex, England 1823, död 1865, var en australiensisk operasångerska (kontraalt) och sånglärare. 
Hon studerade sång under Gaetano Crivelli vid Royal Academy of Music i London. 1850 emigrerade hon till Australien och debuterade som konsertsångare i Melbourne. Hon gjorde succé och kallades 'the modern Sappho', 'the Queen of song' och 'the Australian Nightingale'. Hon flyttade till Sydney, där det fanns en regelbunden operaverksamhet, och debuterade på Royal Victoria Theatre 1 maj 1851 i Rossini's La Cenerentola. Samma år gifte hon sig med aktören Samuel Howard Taylor. Hon framförde en rad huvudroller, även mot gästande operasällskap, och uppträdde även i byxroller. Hon deltog med sång vid invigningen av Great Hall vid University of Sydney 1854. Hon beskrivs som rödhårig och inte attraktiv, men levde sig in i musiken på ett sätt som skapade en illusion av skönhet. Vid sina turnéer till gudlfälten ska hon ha överösts med guldstoff på scen och uppskattat att dricka med pojkar. 
Flower avslutade sin scenkarriär 1859 och var därefter aktiv som sånglärare. 